# Gorges de la Langouette
Les gorges de la Langouette sont des gorges du massif du Jura, où coule la rivière Saine, entre la commune des Planches-en-Montagne, et le lieu-dit de Montliboz, dans le département du Jura, en Bourgogne-Franche-Comté. La Haute Vallée de la Saine est, depuis septembre 2011, un site naturel classé au titre du code de l'environnement,.

## Géographie
Les gorges de la Langouette sont une faille spectaculaire et pittoresque, d'environ 1 km de long, 15 à 47 m de profondeur, et 4 m de large au plus étroit, creusée par l'érosion de la roche calcaire par la Saine, parsemée de nombreuses marmites de géants, le long d'un sentier de randonnée forestier aménagé et sécurisé. 

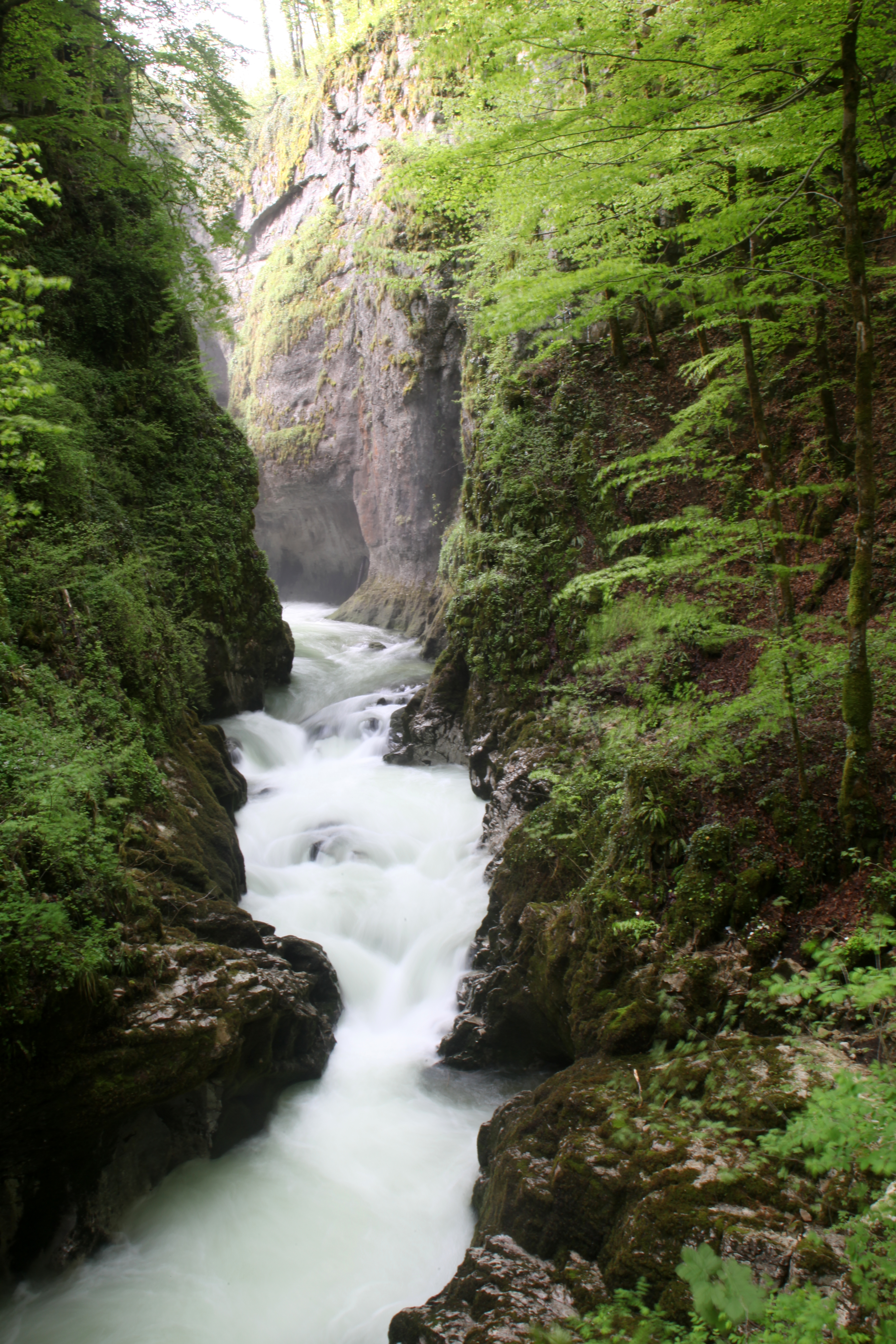
Gorges de la Langouette, 2015.
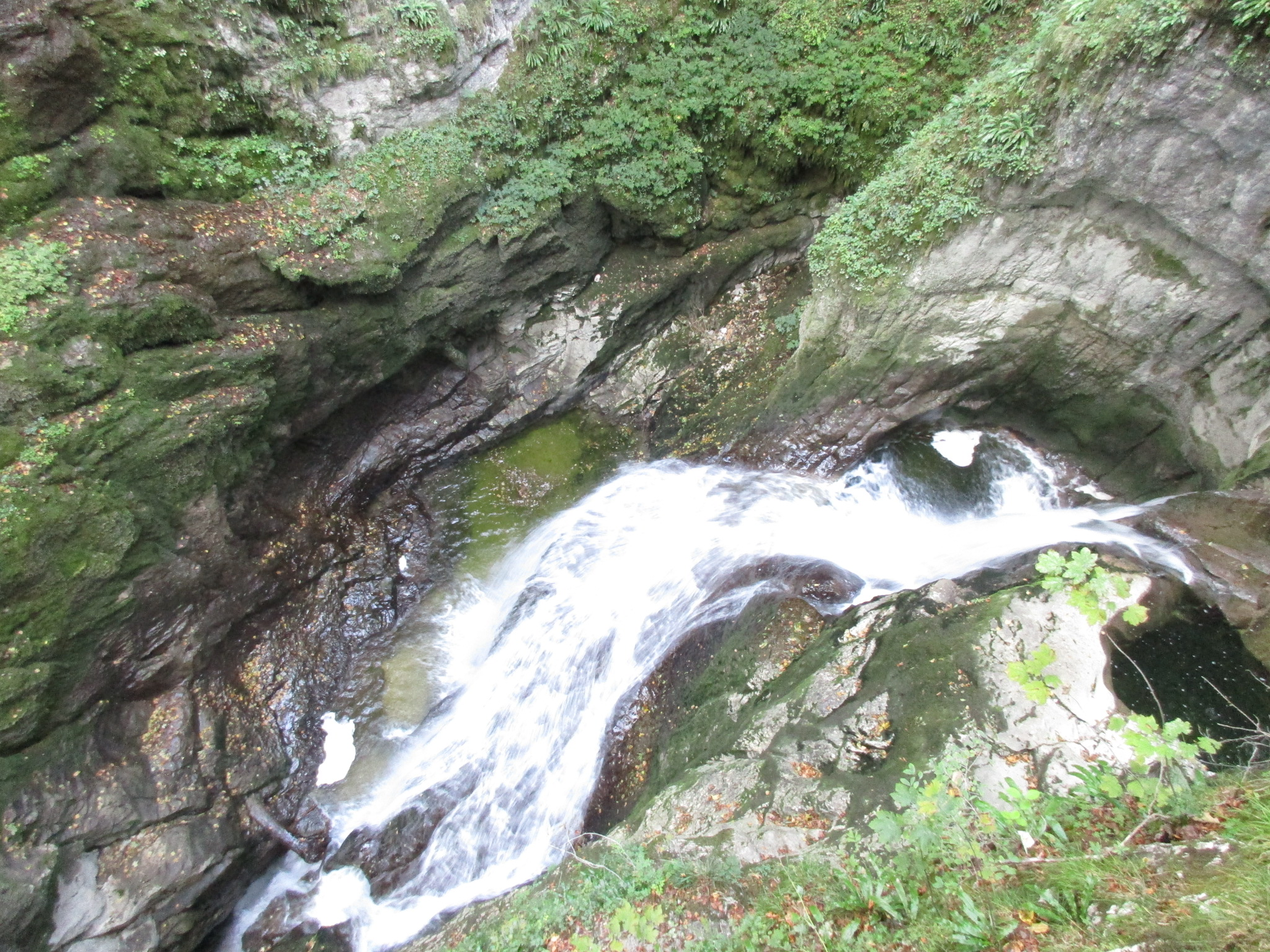
Gorges de la Langouette, détail, octobre 2016.
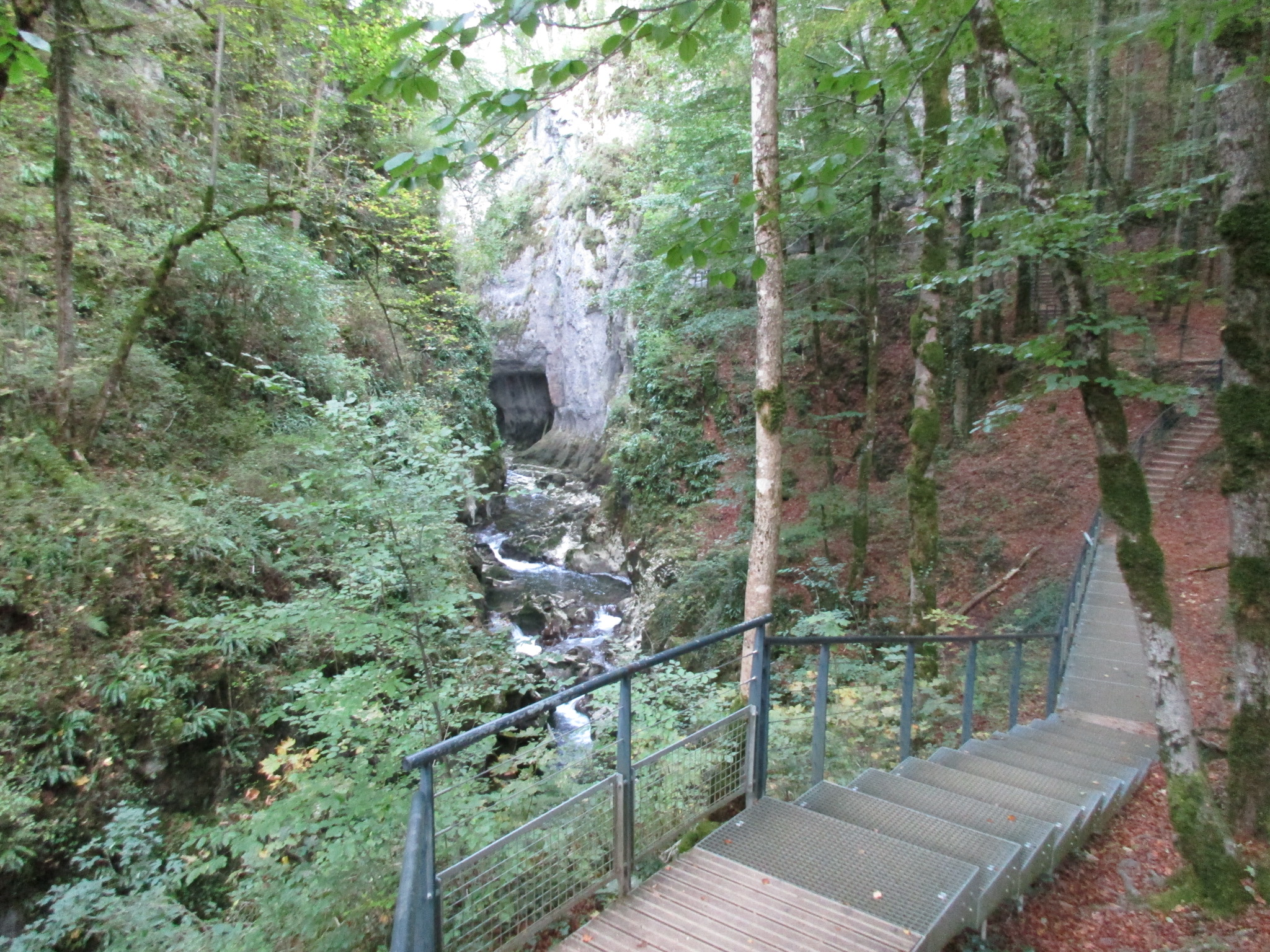
Gorges de la Langouette, sentier aménagé, octobre 2016.
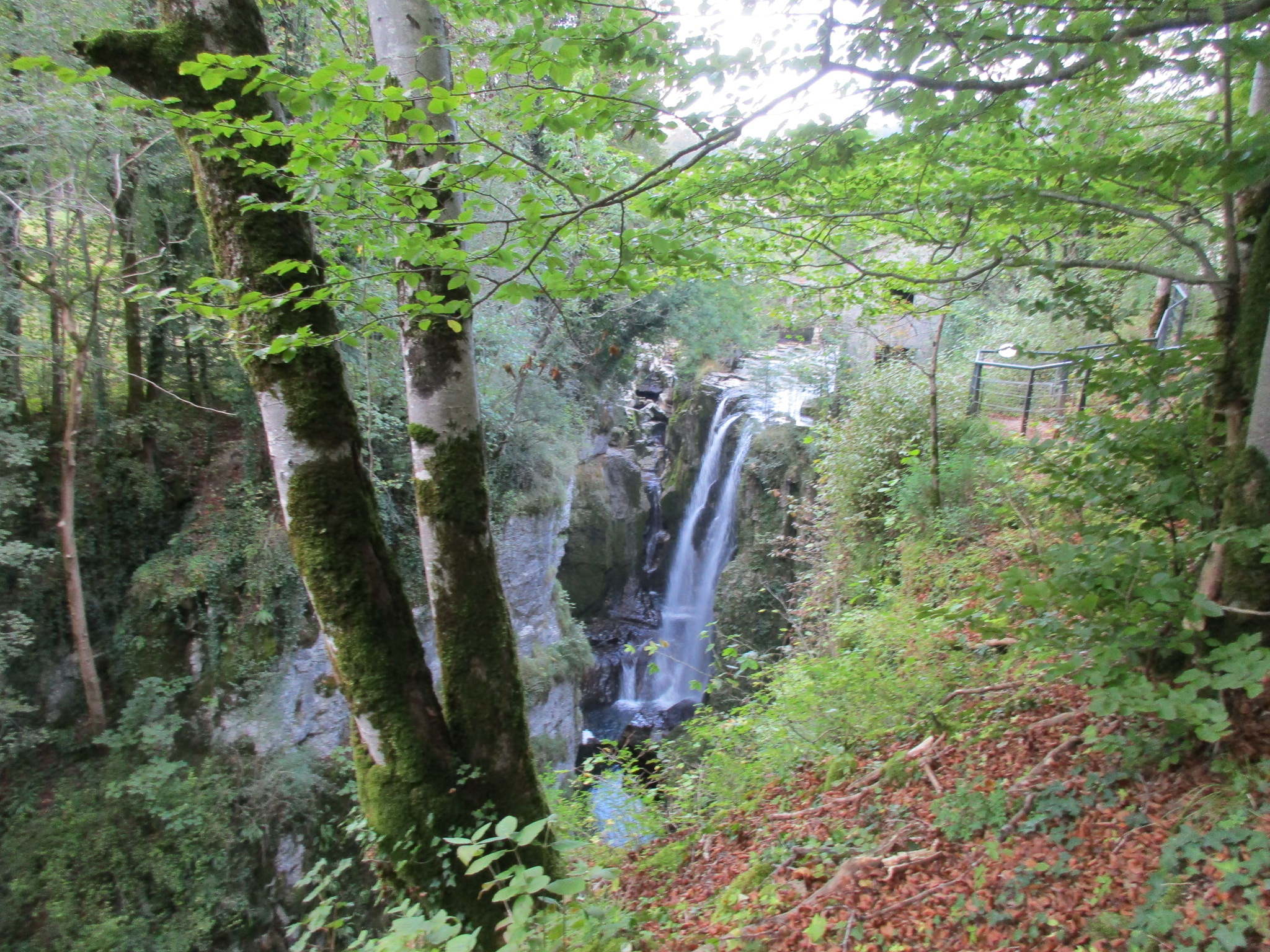
Gorges de la Langouette, cascades à l'amont, octobre 2016.

La Saine est rejointe en amont de la commune de Syam, par la Lemme (rivière) / gorges de la Lemme, et va se jeter dans l'Ain (rivière), en aval des anciennes forges de Syam et château de Syam, après un parcours de 17 km.

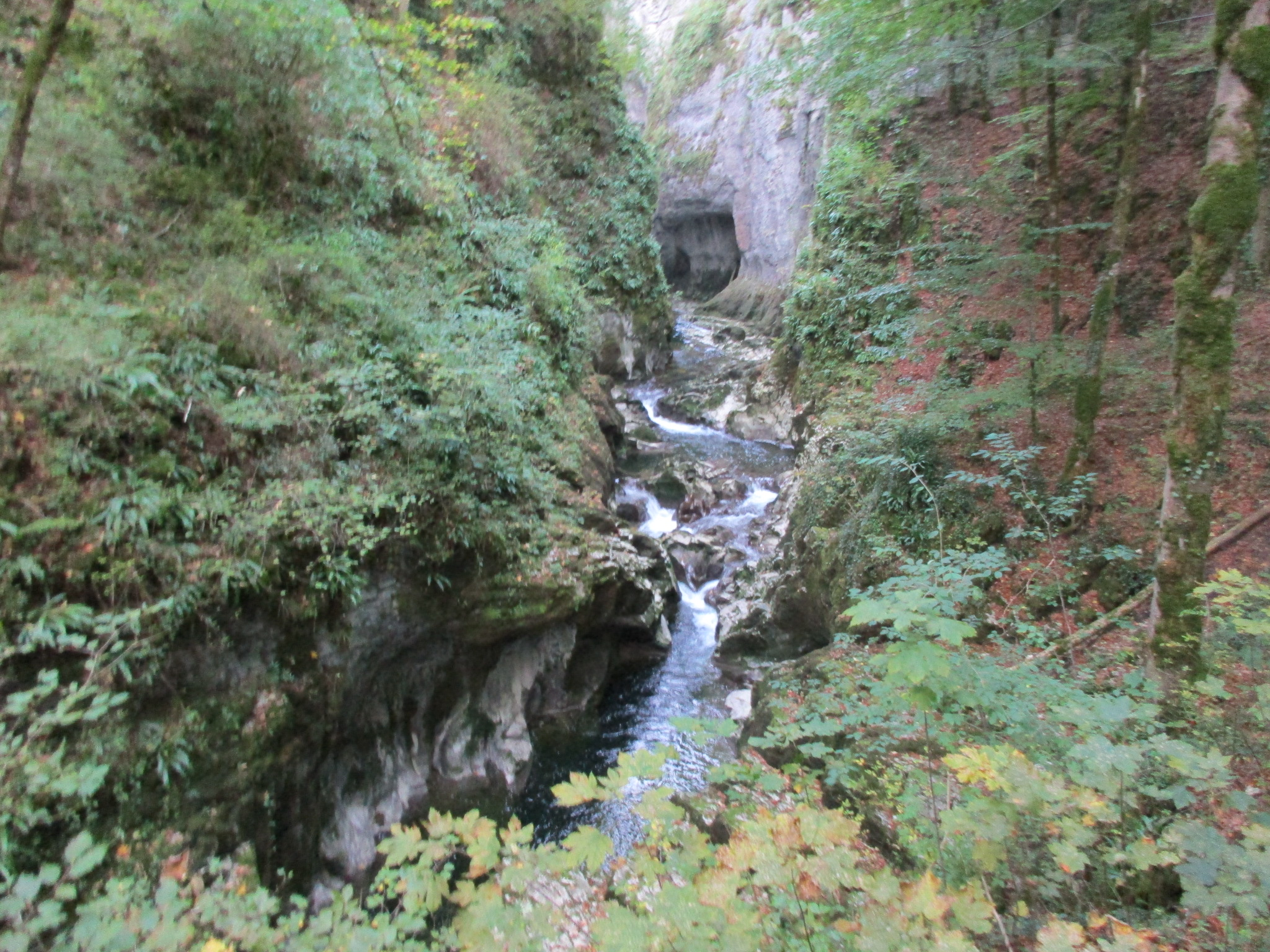
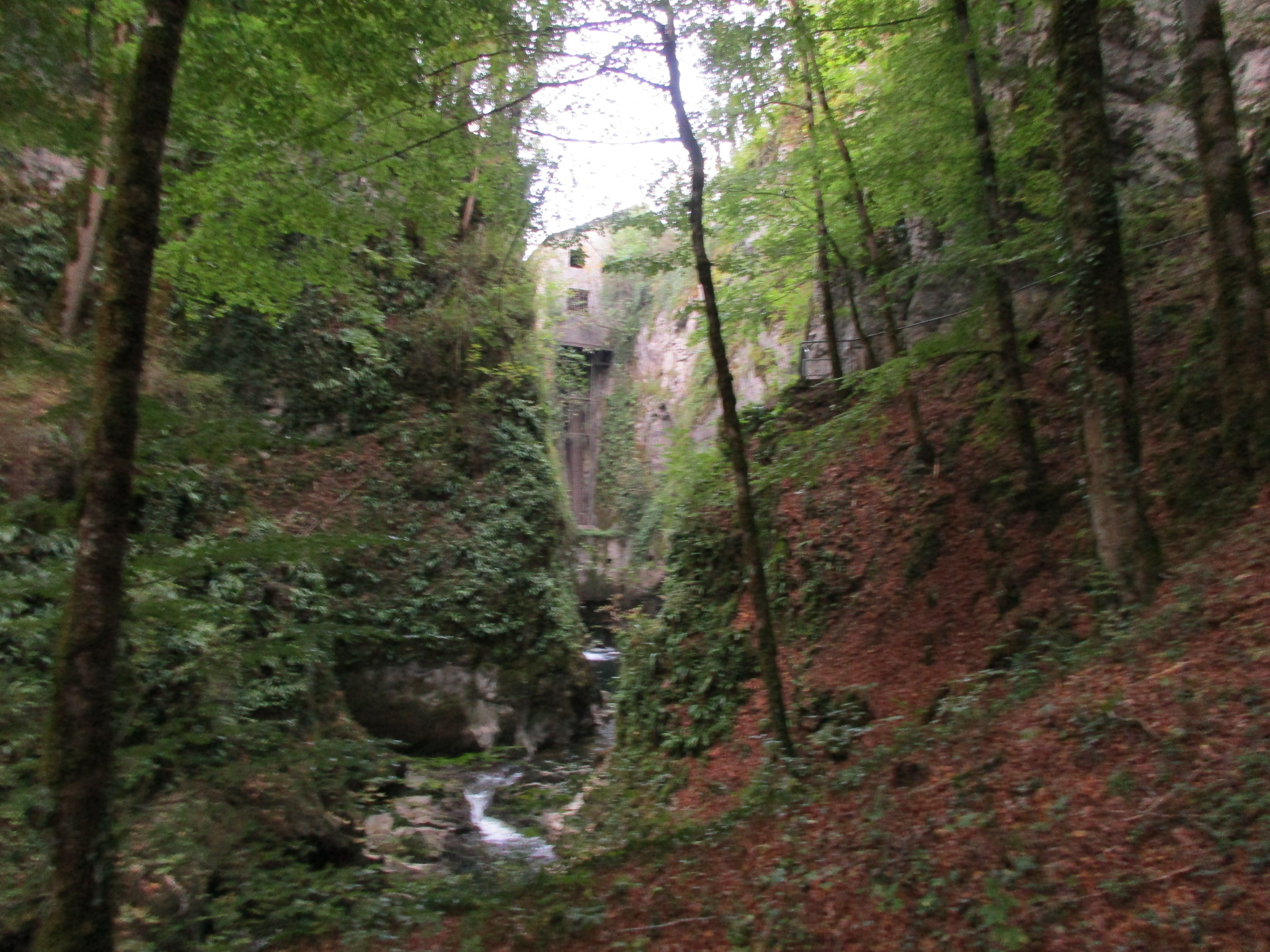
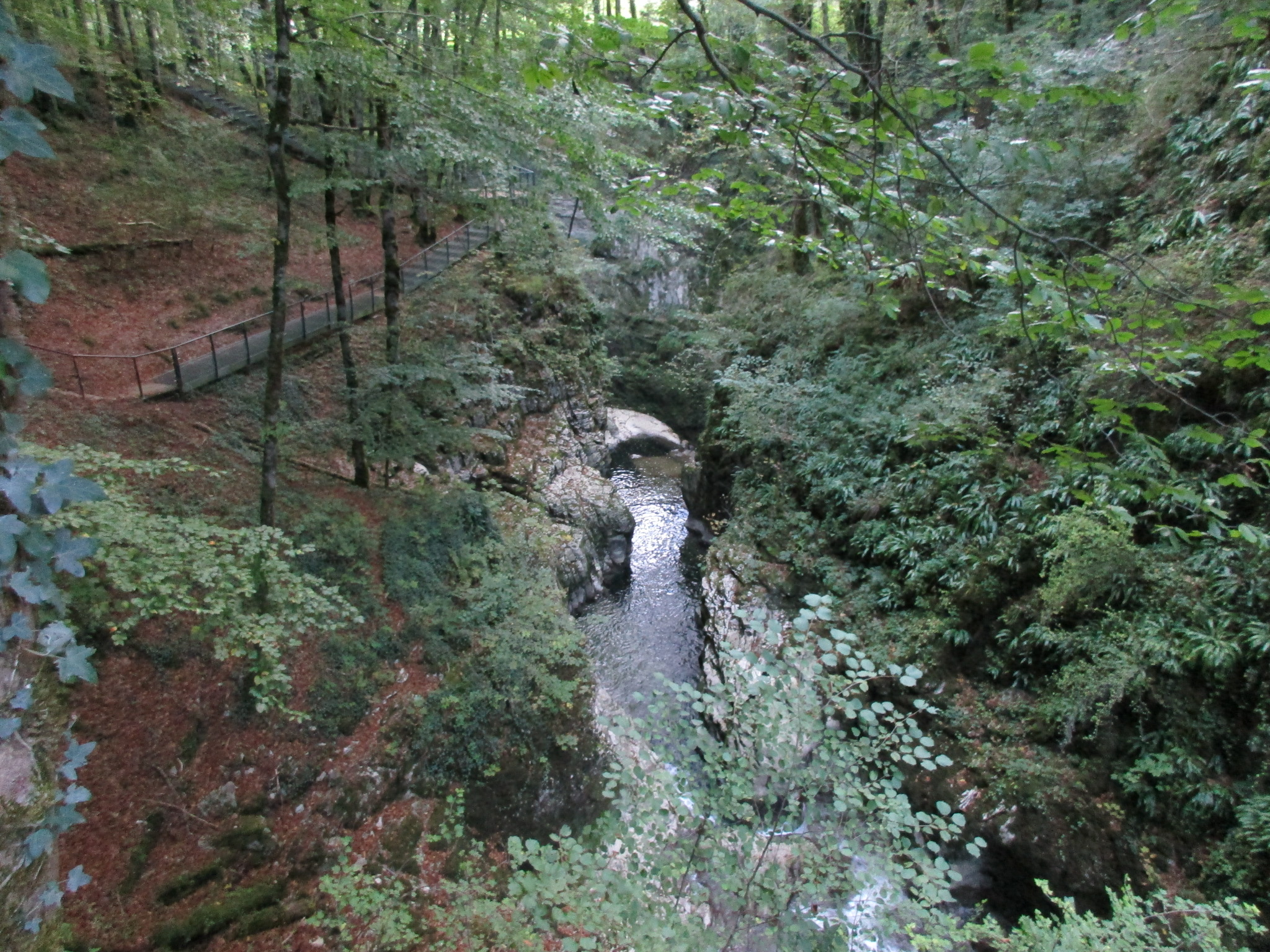
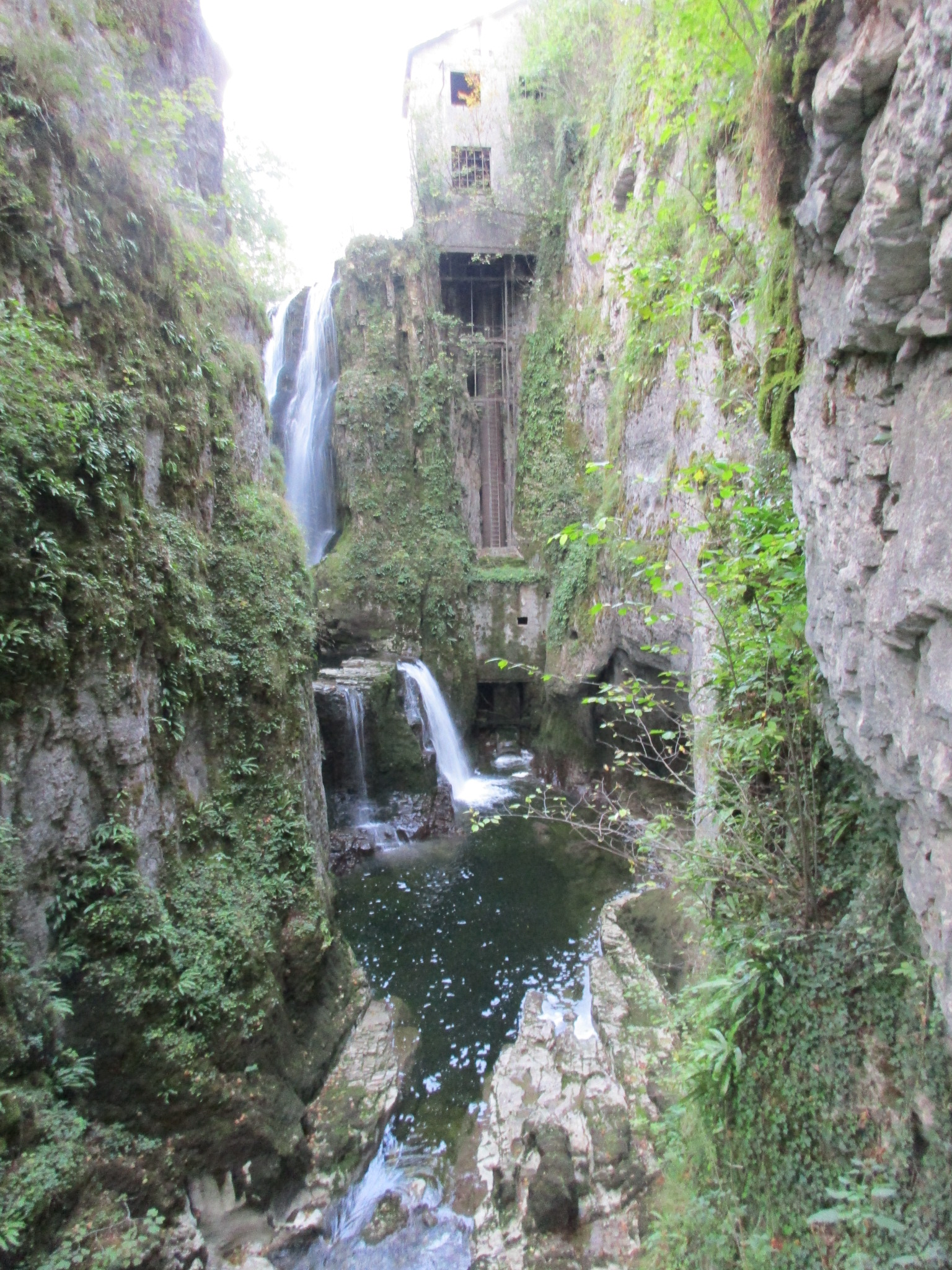

Une cascade de 10 m de haut, à l'entrée des Planches-en-Montagne et des gorges, d'un débit saisonnier régulé par un ancien barrage à vanne de 7 m3/s en hiver, et 2 m3/s en été, avec un débit record historique de 140 m3/s, a alimenté par sa force motrice hydraulique, un ancien site industriel, dont un ancien moulin / scierie de 1871 (détruit par incendie en 1959), et une petite centrale hydroélectrique de montagne du début du XXe siècle, pour alimenter en électricité la commune.

Anciens aménagements industriels
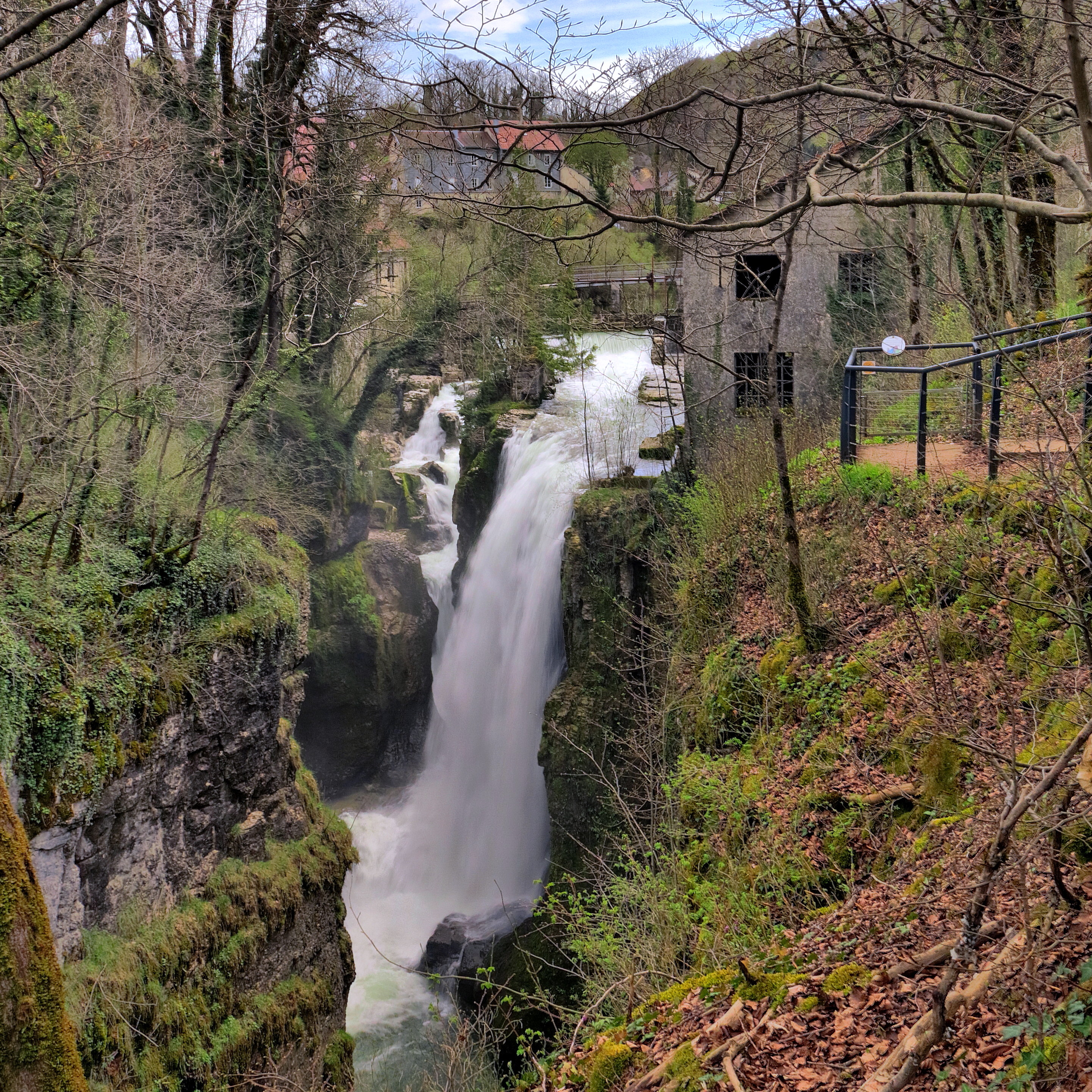
Première cascades gorges de la Langouette en hautes eaux, avril 2016
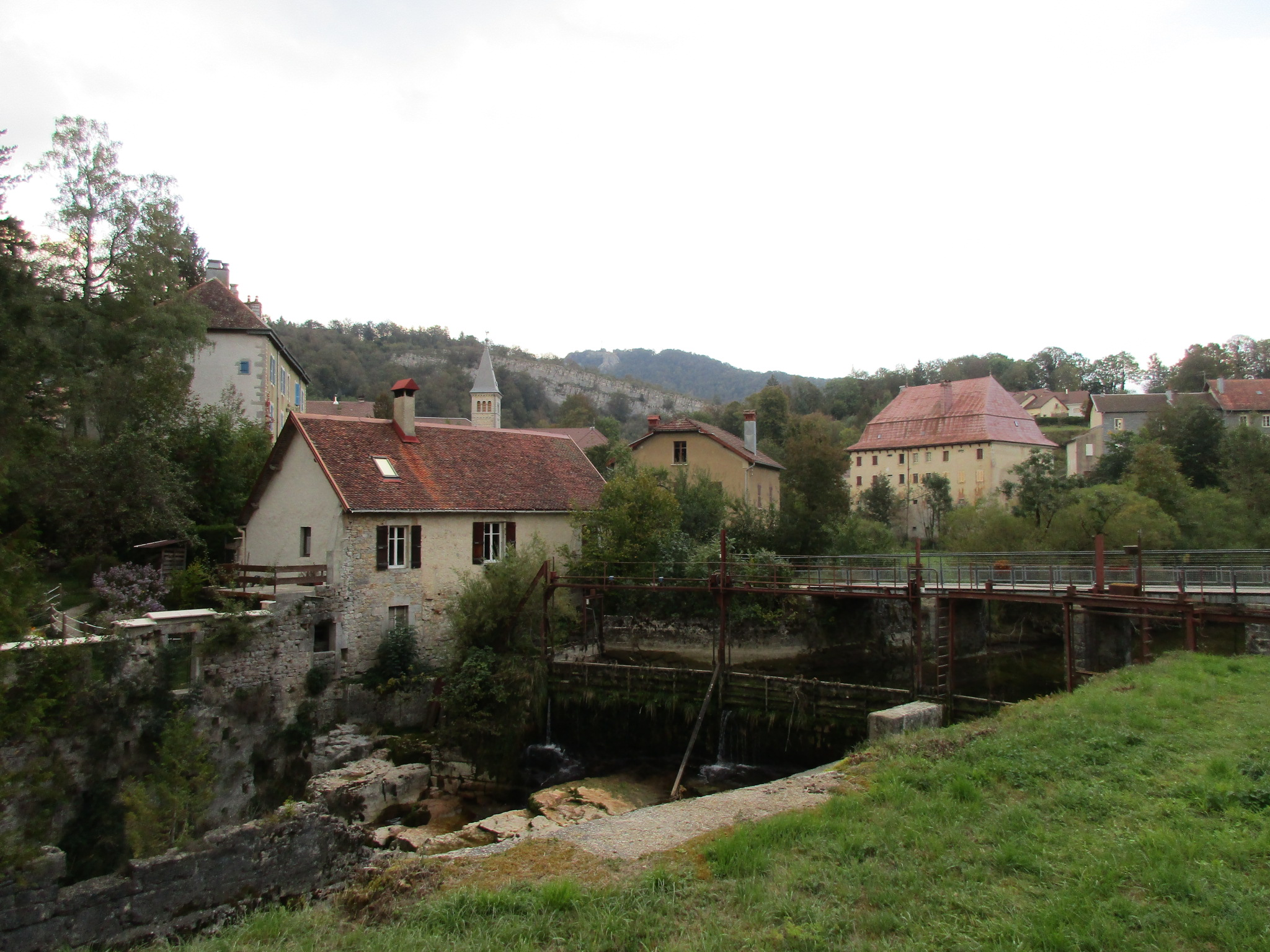
Aménagements en haut des gorges, octobre 2016.
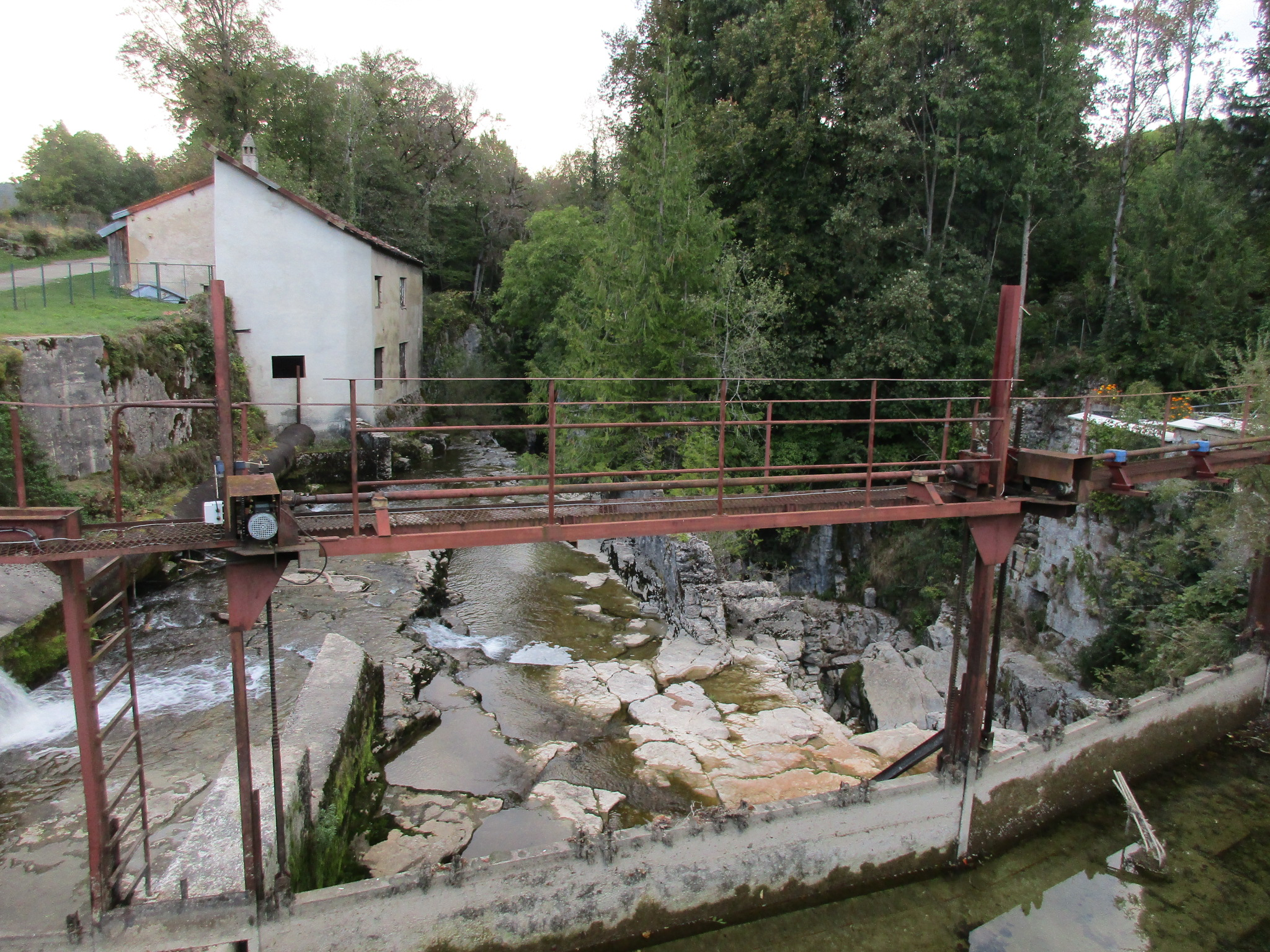
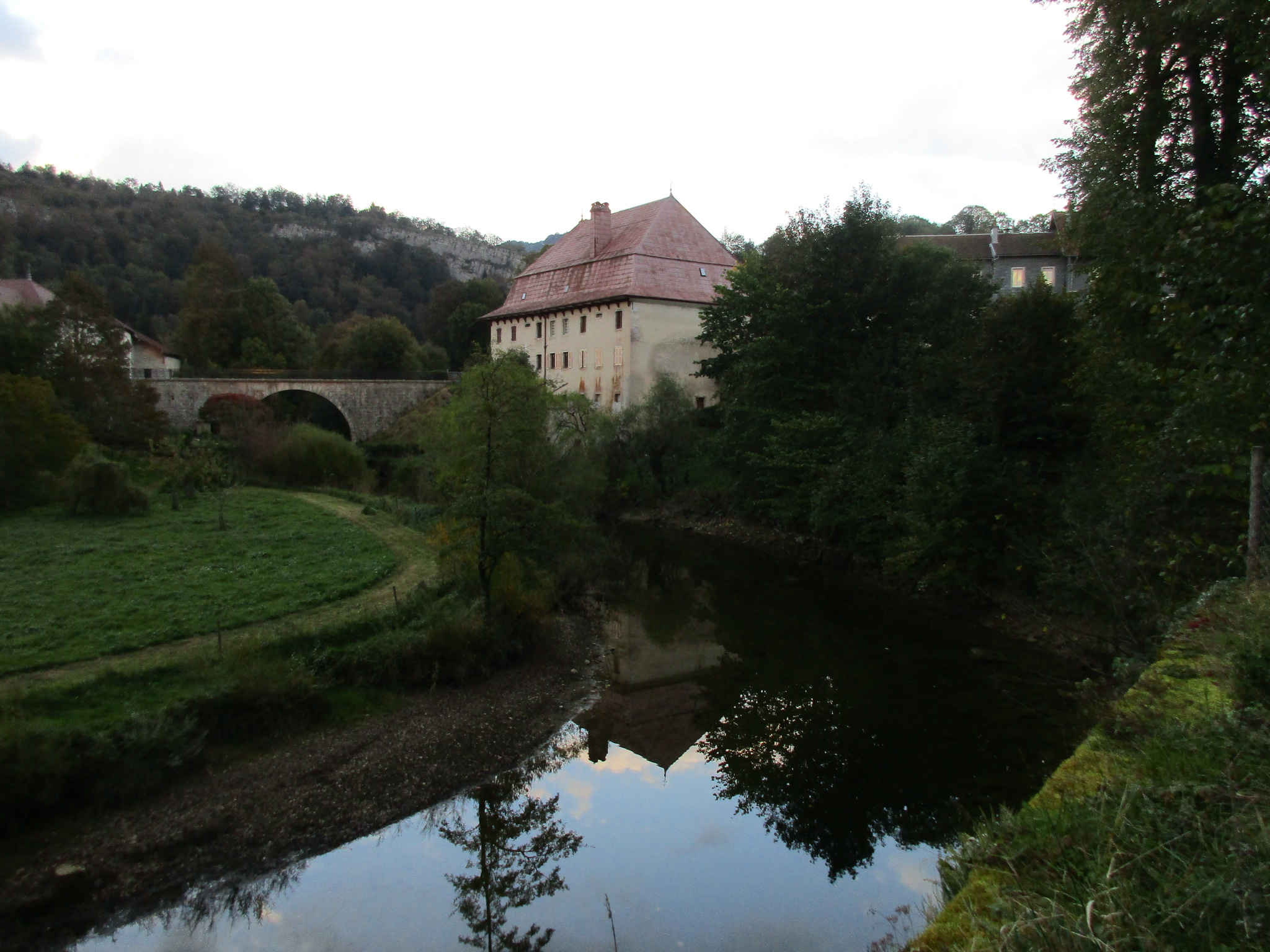